# Masagapura, Chamarajanagar
Masagapura là một làng thuộc tehsil Chamarajanagar, huyện Chamarajanagar, bang Karnataka, Ấn Độ.

## Dân số
Masagapura có tổng số 229 gia đình sinh sống. Ngôi làng có dân số là 819 người, trong đó 399 nam và 420 nữ (theo Điều tra dân số năm 2011).
Tại làng Masagapura, dân số trẻ em từ 0-6 tuổi là 76, chiếm 9,28% tổng dân số của làng.